# Simon Forrester
Simon Forrester (* 10. Mai 1748 in der Grafschaft Cork, Irland; † 4. Juli 1817 in Salem, Massachusetts) war ein Kapitän, Kaufmann und Reeder.

## Herkunft und frühe Jahre
Simon Forrester wurde 1748 im Südosten Irlands als Sohn eines wohlhabenden iro-schottischen Farmers geboren. Er besuchte das Cloyne College in der Grafschaft Cork und kehrte nach Ende seiner Ausbildung auf die väterliche Farm zurück. Schon kurze Zeit später ging er nach England und heuerte auf dem Schoner Salisbury unter dem Kommando Daniel Hathornes, dem Großvater des Autors Nathaniel Hawthorne, an.

## Erste Jahre in Salem und Unabhängigkeitskrieg
Der Kapitän Daniel Hathorne bot dem Iren an, Wohnung in dessen Haus in der Union Street in Salem zu nehmen. Er fuhr 1767 bis 1776 auf verschiedenen Handelsschiffen, am Ende als einer der jüngsten Kapitäne Salems. Als 1775 der Amerikanische Unabhängigkeitskrieg ausbrach, wurde Forrester das Kommando über die Schaluppe Rover übertragen. In den Sommermonaten 1776 agierte diese sehr erfolgreich, vier britische Handelsschiffe wurden aufgebracht und die so gewonnenen Prisen für nahezu 3.000 Pfund Sterling versteigert. Da dem Kapitän die Hälfte des Gewinns zustand, besaß Forrester ausreichend finanzielle Mittel, um eine Familie zu gründen.
Im Dezember 1776 heiratete er Rachel Hathorne, die Tochter seines Förderers, mit der er sieben Töchter und vier Söhne haben sollte. Für mehrere Jahre fuhr er nicht mehr zur See, gemeinsam mit Joshua Ward erwarb er die Black Snake – eine Schaluppe mit 60 BRT, welche als Kaperschiff unter dem Kommando des Kapitäns William Carlton mindestens ein britisches Schiff aufbrachte und ein von den Briten beschlagnahmtes amerikanisches Schiff befreite. Im Jahr 1780 kommandierte er als Kommandant der Centurion (300 BRT) Kaperfahrten von Boston aus, anschließend befehligte er die Patty – die sich im Besitz von Elias Hasket Derby befand – und die Exchange, die sich im gemeinsamen Besitz Derbys und Nathaniel Silsbees befand. Dieses Schiff wurde 1782 in der Delaware Bay von drei britischen Kriegsschiffen aufgebracht, doch führte ein baldiger Gefangenenaustausch dazu, dass Forrester bald danach in seine Heimat zurückkehren konnte.

## Herausbildung des Handelsimperiums
Mit dem Ende des Krieges und der Unabhängigkeit im Jahre 1783 erfolgte der Stapellauf der Good Hope – einer Brigantine mit 163 BRT, auf welcher der Besitzer und Kapitän einen Großteil der nächsten sechs Jahre verbringen sollte. Das Schiff war hauptsächlich im Dreieckshandel zwischen den Westindischen Inseln, Nordamerika und Europa unterwegs.
Im Jahr 1790 vergrößerte Forrester seine aus nur einem Schiff bestehende Flotte um die Bark Good Intent (171 BRT) und die Vigilant (194 BRT), gleichzeitig erwarb er das heute als Central Wharf bekannte Kai (siehe Salem Maritime National Historic Site) und ein von Samuel McIntire entworfenes Haus am östlichen Ende der Derby Street in Salem.
Die folgenden Jahre brachten ein rasches Wachstum der Aktivitäten, insbesondere der Asienhandel und der von Forrester bereits früh aufgenommene Handel mit Russland, brachten ein rasches Wachstum des Unternehmens mit sich. Allerdings waren auch Rückschläge zu verzeichnen, die Good Intent wurde 1794 von den Briten aufgebracht und beschlagnahmt, die Perseverance ging 1805 in einem Sturm vor Cape Cod verloren.
Bei seinem Tod am 4. Juli 1817 war er der reichste Kaufmann in Salem, er hinterließ ein geschätztes Vermögen von 1,5 Millionen US-Dollar.